# برتری (ترانه)
«برتری» (به انگلیسی: Supremacy) یک تک‌آهنگ از میوز است که در ۲۰ فوریه ۲۰۱۳ منتشر شد. این تک‌آهنگ در آلبوم قانون دوم (آلبوم) قرار داشت.